# Dani Filth
Dani Filth, właśc. Daniel Lloyd Davey (ur. 25 lipca 1973 w Hertford w Anglii) – brytyjski wokalista i autor tekstów, założyciel i lider zespołu Cradle of Filth. Współtworzy ponadto zespoły Devilment i Temple of the Black Moon.
W 2006 roku piosenkarz został sklasyfikowany na 95. miejscu listy 100 najlepszych wokalistów wszech czasów według Hit Parader.

## Życiorys
W młodzieńczych latach zafascynował się zespołami pokroju Iron Maiden, Exodus, Stormwitch i odkrył w sobie powołanie do wokalu. Po krótkich przygodach w paru amatorskich zespołach (PDA, The Lemon Grove Kids, Feast on Excrement) założył w 1991 wraz ze znajomymi Cradle of Filth. Gdy zespół zaczął zdobywać popularność został zmuszony do wyboru pomiędzy studiami dziennikarstwa a kontynuowaniem kariery. Zwyciężyła pasja do muzyki.
Na początku swej kariery śpiewał typowym growlem, stopniowo jednak modyfikował go wykorzystując siłę swojego głosu. Stał się jednym z najbardziej rozpoznawalnych wokalistów na metalowej scenie. Potrafi płynnie przechodzić z growlu do charakterystycznego dla siebie skrzeku, szeptu lub przeraźliwego krzyku w bardzo wysokiej tonacji, którym ubarwia utwory zespołu.
Jest autorem wszystkich liryk Cradle of Filth. Nawiązuje w nich do klasyków literatury (głównie romantycznej i powieści grozy), operuje makabreskami o tematyce wampirycznej, suspend horror i erotycznej. W jego tekstach można doszukać się wpływów takich twórców jak Johann Wolfgang von Goethe, Percy Bysshe Shelley, Mary Shelley, Bram Stoker czy Howard Phillips Lovecraft. Jedną z jego największych inspiracji jest Hrabina Elżbieta Batory.
Dani zagrał główną rolę w filmie Cradle of Fear, horrorze brytyjskiego twórcy Alexa Chandona. 8 marca 2010 ukazała się książka The Gospel of Filth: A Bible of Decadence and Darkness, którą Filth napisał we współpracy z Gavinem Baddeleyem. W publikacji został poruszony m.in. temat seryjnych morderców i ezoteryki. Książka zawiera ponadto szereg wywiadów m.in. z zespołami Metallica, Behemoth, Paradise Lost i Emperor.
Żonaty z Toni. Mają córkę Lunę Scarlett (ur. 8 lutego 1999). Para zalegalizowała swój związek w Halloween 2005 roku.

## Dyskografia
| Tytuł                                            | Rok  | Uwagi           | Źródło |
| ------------------------------------------------ | ---- | --------------- | ------ |
| P.D.A – Alcoholocaust in Your Liver              | 1989 | członek zespołu | [ 6 ]  |
| Obsidian – On the Path of Others We Feed (EP)    | 2000 | gościnnie       | [ 7 ]  |
| The Circus of Horrors – Welcome to the Freakshow | 2001 | gościnnie       | [ 8 ]  |
| Roadrunner United – The All-Star Sessions        | 2005 | gościnnie       | [ 9 ]  |
| Claudio Simonetti – La Terza Madre               | 2007 | gościnnie       | [ 10 ] |

## Filmografia
| Tytuł                           | Rok  | Uwagi                                         |
| ------------------------------- | ---- | --------------------------------------------- |
| Cradle of Fear                  | 2001 | jako The Man, horror, reżyseria: Alex Chandon |
| God Gave Rock & Roll to You     | 2006 | film dokumentalny, reżyseria: Rory Wheeler    |
| Black Metal: The Music of Satan | 2011 | film dokumentalny, reżyseria: Bill Zebub      |

## Gry wideo
| Tytuł                               | Rok  | Rola             | Uwagi                             | Źródło |
| ----------------------------------- | ---- | ---------------- | --------------------------------- | ------ |
| Karmaflow: The Rock Opera Videogame | 2014 | jako The Creator | rola dubbingowana, BaseCamp Games | [ 12 ] |